# Association Sportive Universitaire Lyonnaise Volley-ball 2015-2016 (maschile)
Questa voce raccoglie le informazioni riguardanti l'Association Sportive Universitaire Lyonnaise Volley-ball nelle competizioni ufficiali della stagione 2015-2016.

## Organigramma societario
Area direttiva
- Presidente: Krassimir Todorov
- Vicepresidente: André Glaive
- Consigliere: Jean-Marie Schmitt, Christiane Housse, Pierre Berjaud, Bernard Pijolat, Martine Sempere, Michel Cote, Thomas Michel-Villaz, Catherine Meunier, Eric Brochand, Gilbert Saussac

Area tecnica
- Allenatore: Fabrice Chalendar
- Scout man: Paolo Perrone
- Allenatore giovanili: Danail Mihaylov

Area sanitaria
- Medico: Joffrey Cohn
- Preparatore atletico: Fabrizio Vitali

## Rosa
| N° | Nome              | Ruolo | Data di nascita   | Nazionalità sportiva |
| -- | ----------------- | ----- | ----------------- | -------------------- |
| 1  | Thiago Aranha     | S     | 25 settembre 1981 | Brasile              |
| 2  | Andrij Djačkov    | S     | 28 aprile 1985    | Ucraina              |
| 3  | Hugo Caporiondo   | P     | 11 gennaio 1995   | Francia              |
| 4  | Javier González   | P     | 21 gennaio 1983   | Cuba                 |
| 5  | Quentin Jouffroy  | C     | 5 luglio 1993     | Francia              |
| 6  | Axel Truhtchev    | S     | 29 aprile 1995    | Francia              |
| 7  | Mark McGivern     | C     | 24 febbraio 1983  | Regno Unito          |
| 8  | Aleksandăr Mitkov | S/O   | 9 ottobre 1986    | Bulgaria             |
| 9  | Tuani Valefuaniu  | C     | 16 maggio 1981    | Francia              |
| 10 | Wassim Ben Tara   | S     | 3 agosto 1996     | Tunisia              |
| 11 | Vladimir Nikolov  | S/O   | 3 ottobre 1977    | Bulgaria             |
| 15 | Ryan Utia         | S     | 3 giugno 1994     | Francia              |
| 17 | Vladislav Ivanov  | L     | 14 marzo 1987     | Bulgaria             |
| 18 | Toky Rajoharivelo | L     | 14 maggio 1997    | Francia              |
| 19 | Kyril Dimitrov    | C     | 11 maggio 1994    | Francia              |
| 20 | Hubert Jeanjean   | P     | 17 marzo 1995     | Francia              |